# Spitzbergenvertrag

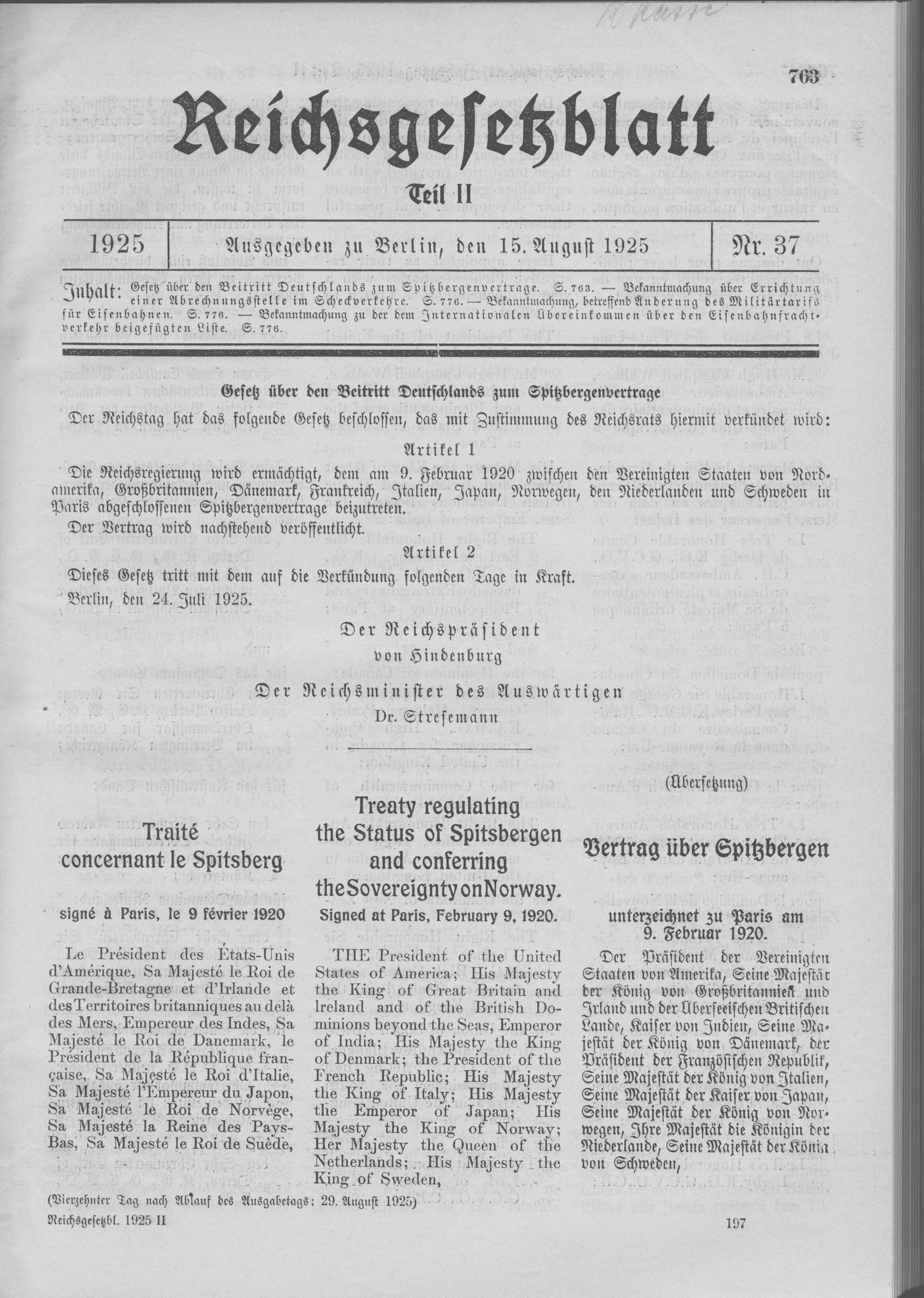
Gesetz über den Beitritt Deutschlands zum Spitzbergenvertrag vom 24. Juli 1925

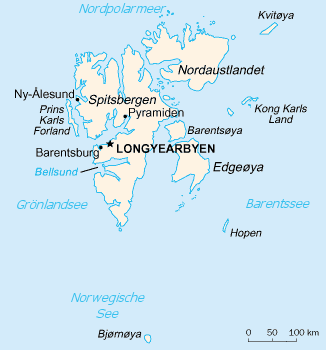
Karte Spitzbergens

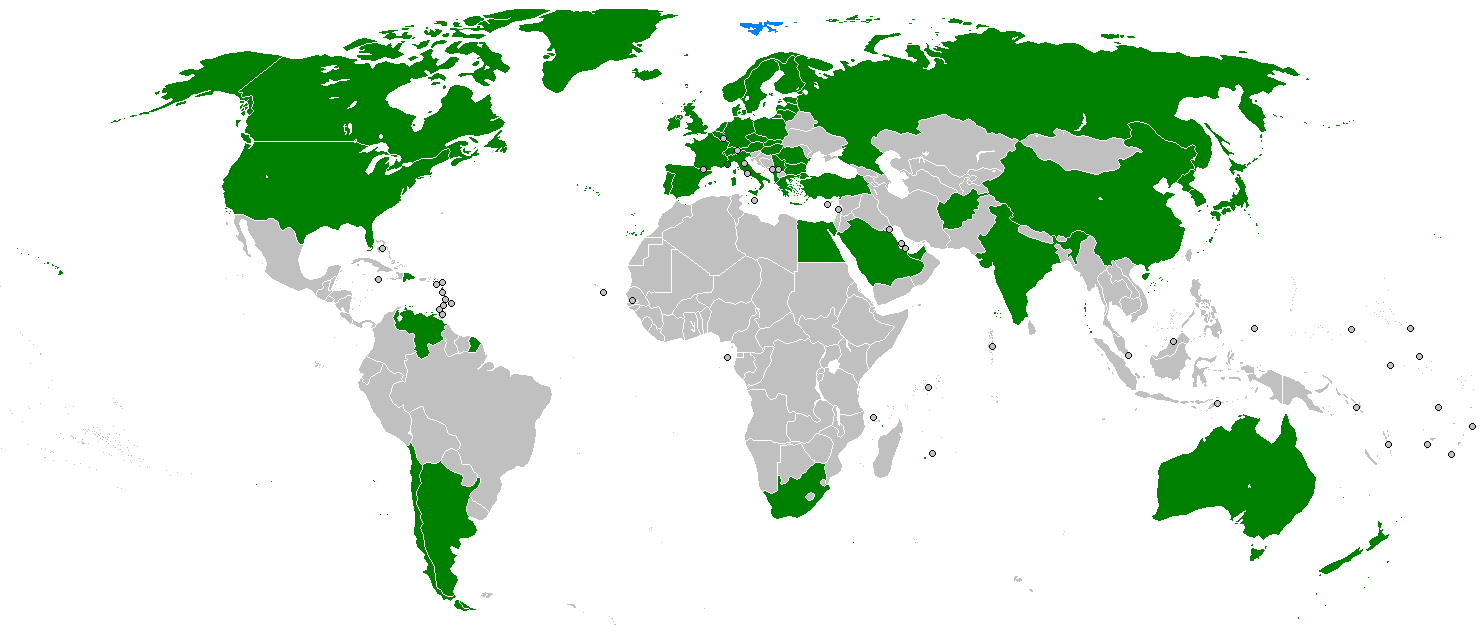
Staaten, die den Spitzbergenvertrag unterzeichnet haben

Durch den am 9. Februar 1920 in Paris unterzeichneten Spitzbergenvertrag (norwegisch Svalbardtraktaten) erhielt Norwegen die Souveränität über den Archipel Spitzbergen inklusive aller Inseln und Felsen zwischen 74 und 81 Grad nördlicher Breite sowie zwischen 10 und 35 Grad östlicher Länge. Das umfasst Hopen etwa 100 km südöstlich der Insel Spitzbergen, die rund 240 km südlich von Spitzbergen liegende Bäreninsel (Bjørnøya) sowie die etwa 100 km nordöstlich von Nordostland (Nordaustlandet) in der Barentssee gelegene Insel Kvitøya. Der Vertrag trat am 14. August 1925 in Kraft.

## Hintergrund
Der bis dahin unbewohnte Archipel wurde 1596 von dem Niederländer Willem Barents entdeckt. In der Folgezeit war Spitzbergen ein staatenloses Gebiet, in dem Menschen unterschiedlicher Nationalitäten insbesondere in den Bereichen Fischerei, Walfang, Bergbau, Forschung und später Tourismus wirtschafteten. Wegen der Staatenlosigkeit war das Gebiet lange Zeit nicht durch Gesetze und andere Ordnungsvorschriften reguliert. So kam es in der ersten Hälfte des 17. Jahrhunderts zu Konflikten hinsichtlich des Walfangs zwischen England, den Niederlanden und Dänemark-Norwegen. Funde von Bodenschätzen zu Beginn des 20. Jahrhunderts verursachten anhaltende Konflikte zwischen Minenarbeitern und Minenbesitzern, was das Erfordernis einer staatlichen Autorität weckte.
Mit dem Spitzbergenvertrag sollte die Entwicklung und friedliche Nutzung Spitzbergens sichergestellt werden. Norwegen ist durch den Vertrag verpflichtet zu gewährleisten, dass Bürger und Unternehmen aller Staaten, die den Spitzbergenvertrag unterzeichnet haben, auf den Inseln Spitzbergens gleichberechtigt wirtschaftlich tätig sein dürfen. Die Fischereirechte innerhalb der 200-Meilen-Zone werden von Norwegen beansprucht. Dem widerspricht vor allem Russland, aber auch die Europäische Union und Island sind der Ansicht, dass der Spitzbergenvertrag auch außerhalb der Hoheitsgewässer und auf dem Festlandsockel gilt.

## Vertragsinhalt
Nach Artikel 8 des Spitzbergenvertrags müssen Einkommen durch Steuern auf den Inseln verbleiben, was zur Folge hat, dass die Steuersätze niedrig sind.
Spitzbergen ist eine entmilitarisierte Zone, sodass kein Vertragsstaat dauerhaft Militär auf der Insel stationieren darf. Die Insel wurde in den 1950er Jahren durch die norwegische Regierung zum neutralen Gebiet erklärt, wobei es jedoch der NATO erlaubt ist, einzugreifen, sollte die Entmilitarisierung in irgendeiner Form verletzt werden. Die Wahrung der norwegischen Hoheit über Spitzbergen wird von der Norwegischen Küstenwache kontrolliert, die ein Teil der Norwegischen Seestreitkräfte ist.
Der Spitzbergenvertrag garantiert allen Bürgern der Vertragsstaaten gleiche Rechte auf Arbeit, Handel und Schifffahrt im Gebiet Spitzbergens. Das heißt insbesondere, dass dort jeder Bürger eines Vertragsstaates ohne weitere Bedingungen eine Arbeit annehmen oder eine Firma eröffnen kann. Das erklärt auch den relativ hohen Anteil von Bewohnern nicht-norwegischer Nationalität in Spitzbergen. In Longyearbyen und Ny-Ålesund erreicht sie 23 %. Insgesamt den größten Anteil an Ausländern stellt neben Russland – dessen Bewohner hauptsächlich in der Bergarbeitersiedlung Barentsburg leben – Thailand, das allerdings kein Vertragsstaat des Spitzbergenvertrags ist. Die Ein- und Ausfuhr von Waren in die jeweiligen Länder darf durch Norwegen nicht weiter eingeschränkt werden, als es das für seine eigenen Bürger auch tut. Dadurch gilt Spitzbergen heute als Zollfreigebiet. Auch Reisende auf das norwegische Festland müssen dort bei der Einreise Waren gegebenenfalls verzollen.

## Vertragsstaaten
Die ursprünglichen Unterzeichnerstaaten neben Norwegen waren Dänemark, Frankreich, Italien, Japan, die Niederlande, Schweden, die Vereinigten Staaten von Amerika und das Vereinigte Königreich von Großbritannien und Irland (das den Vertrag ebenso für die Dominions Australien, Kanada, Neuseeland, Südafrika sowie für Britisch-Indien unterzeichnete). Inzwischen sind weitere Staaten, darunter Deutschland, Österreich und die Schweiz, dem Spitzbergenvertrag beigetreten.
Die Vertragsstaaten umfassen (einschließlich nicht mehr existierender Staaten):
| Vertragsstaat           | Datum des Inkrafttretens des Vertrages | Bemerkung                                                     |
| ----------------------- | -------------------------------------- | ------------------------------------------------------------- |
| Afghanistan             | 23. November 1925                      |                                                               |
| Ägypten                 | 13. September 1925                     |                                                               |
| Albanien                | 29. April 1930                         |                                                               |
| Argentinien             | 6. Mai 1927                            |                                                               |
| Australien              | 14. August 1925                        |                                                               |
| Belgien                 | 14. August 1925                        |                                                               |
| Bulgarien               | 20. Oktober 1925                       |                                                               |
| Chile                   | 17. Dezember 1928                      |                                                               |
| Republik China          | 14. August 1925                        |                                                               |
| Dänemark                | 14. August 1925                        |                                                               |
| Deutschland             | 16. November 1925                      |                                                               |
| DDR                     | 7. August 1974                         |                                                               |
| Dominikanische Republik | 3. Februar 1927                        |                                                               |
| Estland                 | 7. April 1930                          |                                                               |
| Finnland                | 14. August 1925                        |                                                               |
| Frankreich              | 14. August 1925                        |                                                               |
| Griechenland            | 21. Oktober 1925                       |                                                               |
| Indien                  | 14. August 1925                        |                                                               |
| Irland                  | 14. August 1925                        |                                                               |
| Island                  | 31. Mai 1994                           |                                                               |
| Königreich Italien      | 14. August 1925                        |                                                               |
| Japan                   | 14. August 1925                        |                                                               |
| Königreich Jugoslawien  | 14. August 1925                        | Vertrag wurde von den Nachfolgestaaten bisher nicht bestätigt |
| Kanada                  | 14. August 1925                        |                                                               |
| Korea, Nord-            | 16. März 2016                          |                                                               |
| Korea, Süd-             | 7. September 2012                      |                                                               |
| Lettland                | 13. Juni 2016                          |                                                               |
| Litauen                 | 17. Januar 2013                        |                                                               |
| Monaco                  | 14. August 1925                        |                                                               |
| Neuseeland              | 14. August 1925                        |                                                               |
| Niederlande             | 14. August 1925                        |                                                               |
| Norwegen                | 14. August 1925                        |                                                               |
| Österreich              | 12. März 1930                          |                                                               |
| Polen                   | 2. September 1931                      |                                                               |
| Portugal                | 24. Oktober 1927                       |                                                               |
| Rumänien                | 14. August 1925                        |                                                               |
| Russland                | 21. Dezember 1991                      | als Rechtsnachfolger der Sowjetunion ab ihrer Auflösung       |
| Sultanat Nadschd        | 14. August 1925                        | als Vorgängerstaat Saudi-Arabiens                             |
| Schweden                | 14. August 1925                        |                                                               |
| Schweiz                 | 14. August 1925                        |                                                               |
| Serbien                 | 5. September 2022                      | Weitergeltung                                                 |
| Slowakei                | 1. Januar 1993                         | als Rechtsnachfolger der Tschechoslowakei ab ihrer Auflösung  |
| Sowjetunion             | 7. Mai 1935                            |                                                               |
| Spanien                 | 12. November 1925                      |                                                               |
| Südafrika               | 14. August 1925                        |                                                               |
| Tschechien              | 1. Januar 1993                         | als Rechtsnachfolger der Tschechoslowakei ab ihrer Auflösung  |
| Türkei                  | 11. April 2024                         |                                                               |
| Tschechoslowakei        | 9. Juni 1930                           |                                                               |
| Ungarn                  | 29. Oktober 1927                       |                                                               |
| Venezuela               | 8. Februar 1928                        |                                                               |
| Vereinigtes Königreich  | 9. Juni 1930                           |                                                               |
| Vereinigte Staaten      | 14. August 1925                        |                                                               |